# Ligdamis I.
Ligdamis I. (grč. Λύγδαμις, lat. Lygdamis) je bio satrap Karije u službi Perzijskog Carstva. Satrapom je postao 494. pr. Kr. neposredno uoči svršetka Jonskog ustanka, a vladao je iz glavnog karijskog grada Halikarnasa. Prema Herodotu, oženio se ženom s otoka Krete s kojom je imao kćer Artemiziju I. (kraljica od Halikarnasa), poznatu po sudjelovanju u pomorskoj bitci kod Salamine (480. pr. Kr.) u kojoj je predvodila pet brodova iz Kserksove perzijske flote.

## Poveznice
- Jonski ustanak
- Artemizija I.
- Bitka kod Salamine

| Prethodnik:              | Satrap Karije (494. - 480-ih pr. Kr.) | Nasljednik:                               |
| Amorg (? - 494. pr. Kr.) | Satrap Karije (494. - 480-ih pr. Kr.) | Artemizija I. (480-ih - cca 470. pr. Kr.) |

## Vanjske poveznice
- Ligdamis (Lygdamis), AncientLibrary.com  Arhivirana inačica izvorne stranice od 10. listopada 2009. (Wayback Machine)